# Manipulacija
Manipulacija je psihološka vrsta družbenega vpliva, katere namen je spremeniti vedenje ali dojemanje drugih s posrednimi, zavajajočimi ali podkritimi taktikami. Z napredovanjem interesov manipulatorja, pogosto na račun drugega, bi lahko takšne metode šteli za izkoriščevalske in zaničljive.
Družbeni vpliv ni nujno negativen. Na primer, ljudje, kot so prijatelji, družina in zdravniki, lahko skušajo prepričati, da spremenijo očitno neuporabne navade in vedenja. Družbeni vpliv je na splošno neškodljiv, če spoštuje pravico prizadetega, da ga sprejme ali zavrne, in ni neupravičeno prisiljen. Odvisno od konteksta in motivacije lahko družbeni vpliv predstavlja nerazumno manipulacijo.

## Zahteve za unčikovito ravnanje
Psiholog George K. Simon trdi, da je učinkovitost manipulacije v osnovi povezana s tem, kdo jo izvaja, kar pomeni, da je "uspešen" manipulator obdarjen z naslednjimi stališči:
1. Skriva agresivnost, iz katere izvirajo njeni nameni in vedenja;
2. Močno se osredotoča na odkrivanje žrtevinih psiholoških slabosti, na katerih gradi svoje vzorce manipulacije;
3. Neobčutljivost ali resnično pomanjkanje krivde, odsotnost dvomov in skrupulov glede možnosti povzročitve škode svoji žrtvi, če meni, da je to potrebno ali koristno za izpolnitev njegove volje.
Bolj ko je agresija skrita, bolj je manipulacija učinkovita. Zakrita agresija upada v teh dveh smereh:
1. Relacijska agresija, torej namerno ogrožanje medosebnih odnosov žrtve in vandalizacija njegove družbene podobe;
2. Pasivno-agresivno držo ali izražanje posredne sovražnosti manipulatorja z opustljivimi vedenji, kot so zavlačevanje, prostovoljno neuspešno opravljanje rutinskih nalog, zadrževanje "zdravljenja tišine", durenje in prikazovanje sebe kot žrtve, skrite negativne kritike sarkazma ali ironije in retorične komentarje.

## Tehnike
Tehnike psihološke manipulacije vključujejo naslednjeː
| Techniques                                      | Description |
| ----------------------------------------------- | --- |
| Laganje                                         | Velikokrat je težko ugotoviti, ali nekdo laže. Resnica se pogosto pokaže pozneje, ko je že prepozno. Možnost, da nam ljudje lažejo, lahko zmanjšamo z razumevanjem, da so nekateri tipi osebnosti (zlasti psihopati in narcisisti) strokovnjaki za laganje in goljufanje, saj to počnejo pogosto in na zelo prefinjen način. |
| Laganje z opustitvijo                           | To je prefinjena oblika laganja z zamolčanjem pomembnega dela resnice. Ta tehnika se pogosto uporablja tudi v [[propaganda\|propagandi]. |
| [Zanikanje]]                                    | Manipulator noče priznati, da je naredil nekaj narobe. |
| Racionalizacija                                 | Izgovor, ki ga manipulator uporabi za neprimerno vedenje. Racionalizacija je tesno povezana z odnosi z javnostmi. |
| Minimalizacija                                  | To je vrsta zanikanja, ki je povezana z racionalizacijo. Manipulator trdi, da njegovo vedenje ni tako škodljivo ali neodgovorno, kot je domneval nekdo drug. |
| Selektivna nepozornost ali selektivna pozornost | Manipulator noče biti pozoren na nič, kar bi ga lahko odvrnilo od njegovega načrta. |
| Odvračanje pozornosti                           | Manipulator ne odgovori naravnost na jasno postavljeno vprašanje in namesto tega odvrne pozornost ter pogovor preusmeri na drugo temo. |
| Izmikanje                                       | Podobno kot odvračanje pozornosti, le da pri tem pristopu manipulator daje nepomembne, nerazumljive ali nejasne odgovore |
| Prikrito ustrahovanje                           | Manipulator z uporabo prikritih (subtilnih, posrednih ali implicitnih) groženj žrtev spravi v obrambni položaj. |
| Povzročanje občutka krivde                      | Posebna vrsta taktike ustrahovanja. Manipulator vestni žrtvi namiguje, da ji ni dovolj mar, da je preveč sebična ali da jemlje stvari preveč nalahko. Žrtev se lahko zaradi tega počuti krivo, dvomi vase, ima občutke tesnobe in se čuti v podrejenem položaju. |
| Sramotenje                                      | Manipulator uporablja sarkazem in poniževanje, da bi v žrtvi povečal strah in dvom vase. Manipulatorji uporabljajo to taktiko, da bi se drugi počutili nevredne in se jim zato podredili. Manipulatorji lahko povzročijo, da se nekdo sramuje že zato, ker si upa ugovarjati. To je učinkovit način, kako v žrtvi vzbuditi občutek neustreznosti. |
| Obtoževanje žrtve                               | Ta taktika je močno sredstvo, s katerim manipulator spravi žrtev v obrambni položaj in hkrati prikrije svoje agresivne namene ter vlogo manipulatorja. Manipulator recimo lažno obtoži žrtev, da je nasilna, ko ta brani sebe svoj položaj. |
| Igranje vloge žrtve                             | Manipulator se predstavlja kot žrtev okoliščin ali vedenja nekoga drugega, da bi vzbudil simpatijo ali sočutje in tako nekaj dobil od drugega. Skrbni in vestni ljudje pogosto ne prenesejo trpljenja drugih ljudi, zato manipulator pogosto zlahka izkoristi sočutje, da bi pridobil sodelovanje. |
| Igranje vloge služabnika                        | Skrivanje lastnih interesov pod krinko služenja plemenitemu namenu. |
| Zapeljevanje                                    | Manipulator uporablja šarm, pohvale, laskanje ali neprikrito podpiranje žrtve, da bi jo pripravil do tega, da zmanjša svojo obrambo ter mu zaupa in mu je lojalna. Lahko ji ponuja tudi pomoč z namenom, da bi pridobili njeno zaupanje in dostop do nič hudega sluteče žrtve, ki jo je šarmiral na ta način. |
| Projekcija krivde (obtoževanje drugih)          | Manipuliranje z grešnimi kozli na pogosto prefinjene načine, ki jih je težko razkrinkati. Pogosto manipulator na žrtev projicira svoje lastno razmišljanje, tako da izgleda, kot da je žrtev storila nekaj narobe. Manipulator lahko tudi trdij, da je žrtev tista, ki je kriva, ker je verjela lažem, s katerimi jo je zavedel, kot da je žrtev prisilila manipulatorja, da je bil zavajajoč. Namen je, da bi se žrtev čutila krivo zaradi zdravih odločitev, pravilnega razmišljanja in dobrega vedenja. Pogosto se uporablja kot sredstvo psihološke in čustvene manipulacije in nadzora. Manipulatorji lažejo o laži, da bi prvotno, manj verodostojno zgodbo ponovno zmanipulirali v "bolj sprejemljivo" resnico, ki ji bo žrtev verjela. Projekcija laži kot resnice je pogosta in subtilna metoda nadzora in manipulacije. Manipulatorji lahko žrtev lažno obtožijo, da si ta "zasluži, da se z njo tako ravna". Pogosto trdijo, da je žrtev nora ali da ona zlorablja, zlasti, kadar obstajajo dokazi proti manipulatorju.                                                                             |
| Hlinjenje nedolžnosti                           | Manipulator poskuša namigniti, da je bila škoda povzročena nenamerno ali da ni storil nečesa, česar je bil obtožen. Manipulator se lahko zdi presenečen ali ogorčen, ko je soočen z resničnimi obtožbami proti sebi. Zaradi te taktike žrtev podvomi o lastni presoji in morda celo o svojem duševnem zdravju. |
| Ustvarjanje zmede                               | Manipulator se dela neumnega, češ da ne ve, o čem govori žrtev, ali se pretvarja, da je zmeden glede pomembne zadeve, na katereo ga je žrtev opozorila. Manipulator namerno zmede žrtev, da bi ta začela dvomiti o pravilnosti svojega dojemanja, pri čemer pogosto opozori na ključne elemente, ki jih je manipulator namenoma vključil za primer, če bi lahko obstajal dvom. Včasih manipulatorji že vnaprej vključijo sodelavce, ki jim bodo pomagali podpreti njihovo zgodbo. |
| Izraba navidezne jeze                           | Manipulator uporablja jezo, da bi se okoristil z zadostno čustveno intenzivnostjo in bes, da bi žrtev šokiral in jo prisilil v pokorščino. Manipulator v resnici ni jezen, ampak se le pretvarja. Žel nekaj doseči in se na videz hudo razjezi, če mu je to zavrnjeno. Nadzorovana jeza se pogosto uporablja kot taktika manipulacije, da bi se manipulator izognil soočenju, se izognili povedati resnico ali da bi še bolj prikril svoj namen. Manipulator pogosto uporablja grožnje, da bo šel na policijo ali lažno prijavil zlorabe, ki si jih je namerno izmislil, da bi žrtev prestrašil ali ustrahoval, da bi se podredila. Izsiljevanje in druge grožnje z razkritjem so tudi oblike nadzorovane jeze in manipulacije, zlasti, kadar žrtev prvotno zavrne manipulatorjeve zahteve ali predloge. Jeza se uporablja tudi kot obramba, da se manipulator lahko izogne razkritju resnice ob neprimernem času ali v neprimernih okoliščinah. Jeza se pogosto uporablja kot orodje ali obramba za odvrnitev poizvedb ali sumničenj. Žrtev se tako bolj osredotoči na jezo, namesto na taktiko manipulacije. |
| Učinek skupine                                  | Manipulator žrtvijo potolaži in jo pripravi do taga, da se mu podredi, tako da trdi (ne glede na to, ali je to res ali ne), da je veliko ljudi že nekaj storilo in da bi morala žrtev zato storiti enako. Takšno manipulacijo je mogoče opaziti v situacijah pritiska vrstnikov, pogosto se pojavlja v scenarijih, ko manipulator poskuša vplivati na žrtev, da bi poskusila droge ali druge snovi. |

## Motivacije
Manipulatorji imajo lahko različne možne motivacije, vključno z, vendar ne omejeno na: 
- potreba po napredovanju lastnih namenov in osebnih koristi za skoraj vsako ceno drugih

- močna potreba po doseganju občutkov moči in superiornosti v odnosih z drugimi

- želja in potreba, da se počutite pod nadzorom

- želja po pridobivanju občutka moči nad drugimi, da bi dvignili njihovo dojemanje samozavesti

- dolgčas ali pa se naveličajo svoje okolice, saj na to gledajo kot na igro več kot na škodovanje drugim

- prikrita agenda, kazniva ali drugačna, vključno s finančnimi manipulacijami (pogosto opazimo, kadar so starejši ali nič hudega sluteči, nezaščiteni premožni namenoma namenjeni izključno za pridobitev finančnega premoženja žrtve)

- ne identificiranje s temeljnimi čustvi, zavzetostjo fobijo in poznejšo racionalizacijo (storilec ne manipulira zavestno, ampak se poskuša prepričati v neveljavnost lastnih čustev)

- pomanjkanje samokontrole nad impulzivnim in protisocialnim vedenjem, torej predkupna ali reakcionarna manipulacija za ohranjanje podobe.

## Diagnostika
Manipulacijo je najpreprosteje prepoznati po naslednjih določenih znakih, ki jih manipulator uporablja ko manipulira:
- Siljenje v sprejemanje odločitev

- Nabijanje občutkov krivde

- Poslužujenje izbruha jeze

- Odvračanje pozornosti od resničnih težav

- Zbujanje strahu

- Družbena izolacija

- Zbujanje občutka neznanja in nesposobnosti

- Postopno vsiljevanje svojih idej